# Johann Nepomuk Hummel
Johann Nepomuk Hummel (14 noiembrie 1778 - 7 octombrie 1837) a fost un compozitor și pianist virtuoz austriac. Muzica lui reflectă trecerea de la era muzicală clasică la cea romantică.

## Viața

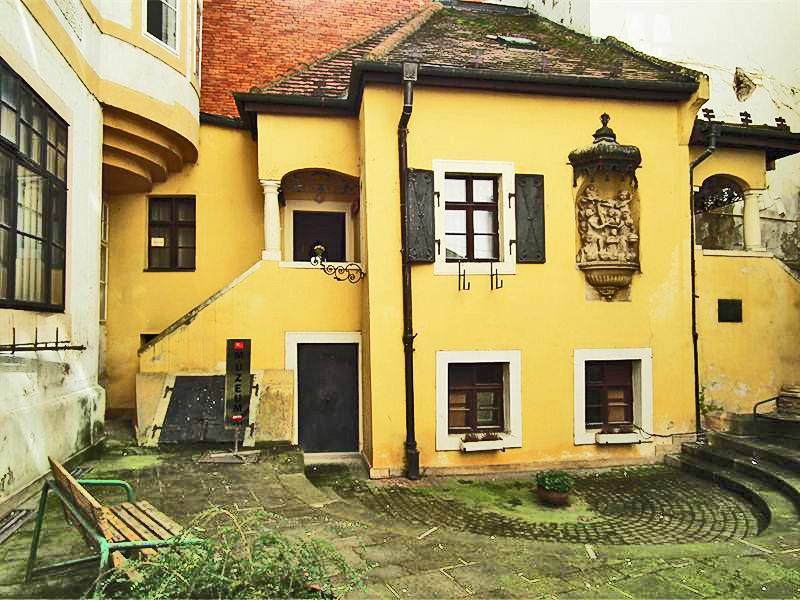
Locul nașterii lui Hummel pe strada Klobucnicka din Bratislava

Hummel s-a născut în Pressburg, Regatul Ungariei, pe atunci o parte din Monarhiei Habsburgice (acum Bratislava, în Slovacia). Tatăl său, Johannes Hummel, era director al Școlii Imperiale de Muzică Militară din Viena și dirijor al orchestrei teatrale a lui Emanuel Schikaneder de la Teatrul auf der Wieden; mama lui, Margarethe Sommer Hummel, era văduva peruchierului Josef Ludwig. El a fost numit după Sf. Ioan Nepomuk. La vârsta de opt ani, a primit lecții de muzică de la Wolfgang Amadeus Mozart, care a fost impresionat de calitățile lui. Hummel a fost educat și găzduit gratuit de Mozart timp de doi ani și a avut prima sa apariție într-un concert la vârsta de nouă ani cu ocazia unuia dintre concertele lui Mozart.
Tatăl lui Hummel l-a dus apoi într-un turneu european, ajungând la Londra, unde a primit instrucțiuni de la Muzio Clementi și unde a rămas timp de patru ani înainte de a se întoarce la Viena. În 1791 Joseph Haydn, care se afla în Londra în același timp cu tânărul Hummel, a compus o sonată în la-bemol major pentru Hummel, care a avut prima sa interpretare în Hanover Square Rooms în prezența lui Haydn. Când Hummel a încheiat, Haydn, potrivit surselor, i-a mulțumit tânărului și i-a dat o guinee.
Izbucnirea Revoluției Franceze și instaurarea regimului terorii l-au determinat pe Hummel să-și anuleze turneul planificat prin Spania și Franța. În schimb, el s-a întors la Viena, efectuând concerte de-a lungul traseului său. La întoarcerea sa la Viena, el a urmat studii muzicale cu Johann Georg Albrechtsberger, Joseph Haydn și Antonio Salieri.

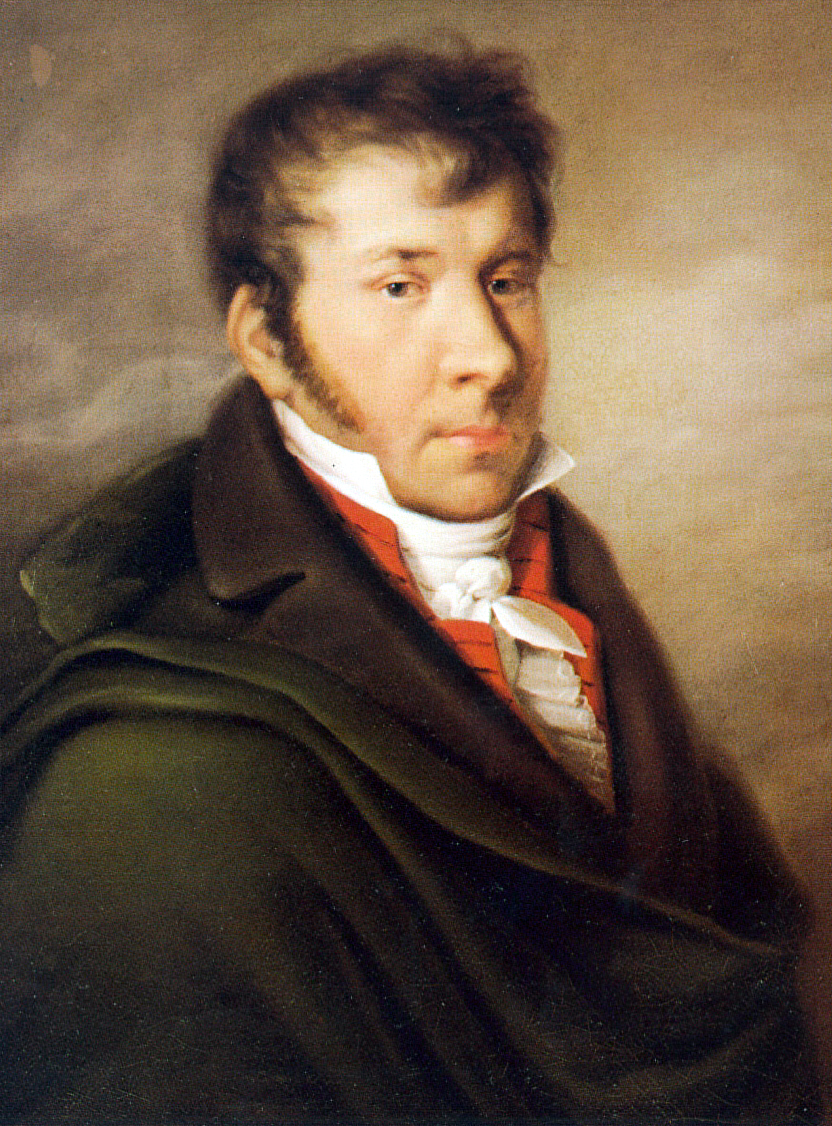
Hummel, c. 1814, Goethe-Museum, Düsseldorf

### Partituri muzicale
- Partituri de Johann Nepomuk Hummel la International Music Score Library Project